# Козлевская
Козлевская — деревня в Нюксенском районе Вологодской области.
Входит в состав Городищенского сельского поселения, с точки зрения административно-территориального деления — в Городищенский сельсовет.
Расстояние по автодороге до районного центра Нюксеницы — 44 км, до центра муниципального образования Городищны — 4 км. Ближайшие населённые пункты — Верхняя Горка, Карманов Двор, Софроновская.
По переписи 2002 года население — 105 человек (52 мужчины, 53 женщины). Преобладающая национальность — русские (99 %).
Находится новый храм